# Distoleon nubilus
Distoleon nubilus is een insect uit de familie van de mierenleeuwen (Myrmeleontidae), die tot de orde netvleugeligen (Neuroptera) behoort. 
Distoleon nubilus is voor het eerst wetenschappelijk beschreven door Gerstäcker in 1888.